# Stefania Wolicka
Stefania Wolicka-Arnd (ur. 31 sierpnia 1851 w Warszawie, zm. 1 kwietnia 1937 tamże) – pierwsza Polka, która otrzymała dyplom doktorski i prawdopodobnie pierwsza kobieta, która zdobyła doktorat na wydziale filozoficznym Uniwersytetu w Zurychu, historyczka, tłumaczka, pisarka, działaczka na rzecz emancypacji kobiet.

## Życiorys
Była córką Konstantego Wolickiego pochodzącego z Kujaw, uczestnika powstania listopadowego, więźnia Cytadeli Warszawskiej i sybiraka. Kształciła się w klasztorze urszulanek w Poznaniu.
W 1870 rozpoczęła studia na Uniwersytecie w Zurychu. Uniwersytety w Szwajcarii były pierwszymi nowożytnymi europejskimi uczelniami, które przyjmowały kobiety. Za pracę semestralną pt. Położenie socjalne kobiet w Grecji Wolicka otrzymała stypendium rady wychowawczej kantonu zurichskiego.
Rząd carskiej Rosji dążył do wydalenia studentek z Zurychu pod pretekstem ich działalności socjalistycznej. Nazywano je „Kręgiem Fritschi” (od nazwiska ich gospodyni z Zurychu, Frau Fritsch). Niektóre były sądzone podczas procesu w 1877, co doprowadziło do skazania i uwięzienia kilku osób. Nie wiadomo, czy Wolicka kiedykolwiek należała do tego kręgu. Zapewne studentki w Zurychu zostały określone przez rząd carski mianem rewolucjonistek tylko na podstawie faktu studiów za granicą, co było zabronione. Nazwisko Wolickiej znalazło się na liście 45 rosyjskich studentek, które wysłały prośbę do Ministra Edukacji Dmitrija Tołstoja o zgodę na kontynuację studiów. Ostatecznie zostały zmuszone opuszczenia Szwajcarii do 1 stycznia 1874.
Wolicka wyjechała z Zurychu dopiero 5 listopada 1874. W 1875 obroniła doktorat na Wydziale Filozoficznym miejscowego uniwersytetu na podstawie rozprawy pt. Griechische Frauengestalten (Greckie kobiety). Była promowana in absentia 6 marca 1875. Podaje się, że była pierwszą kobietą, która uzyskała doktorat na swoim wydziale, lecz w rzeczywistości nie jest jasne, czy to miano należy się jej, czy Helene von Druskowitz, która uzyskała doktorat w 1878. Wydawnictwo Zürcher und Furrer w Zurychu w 1875 opublikowało rozprawę doktorską Wolickiej. O tytule naukowym donosiły polskie dzienniki. Wolicka była bowiem pierwszą Polką, której nadano tytuł doktora nauk.
Wolicka nazywana jest jedną z pierwszych polskich uczonych i jedną z pierwszych polskich emancypantek. Należała do pierwszego pokolenia polskich studentek, które składało się przede wszystkim z bohaterskich jednostek.

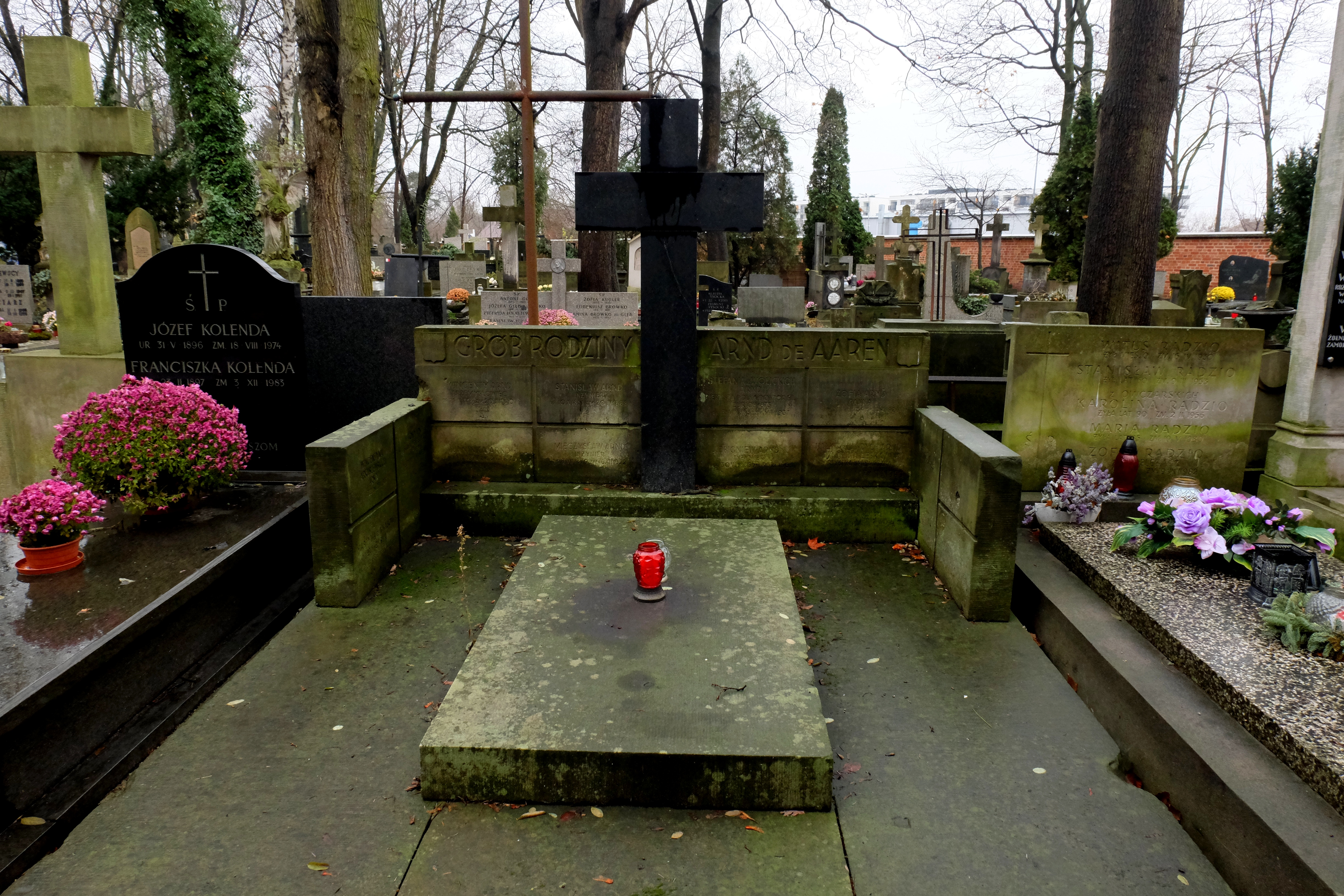
Grób Stefanii Wolickiej-Arnd na Cmentarzu Powązkowskim w Warszawie

Około 1880 wyszła za mąż za inżyniera Stanisława Arnda. Odtąd używała podwójnego nazwiska Wolicka-Arnd. W 1885 urodziła syna Zbigniewa Józefa. W 1888 zmarł jej mąż. Podjęła wówczas pracę nauczycielki. Potem przez 30 lat była tłumaczką na języki nowożytne (angielski, niemiecki) w Zarządzie m.st. Warszawy.
Podejmowała działalność charytatywną, przekazując pieniądze na wybrane cele (Warszawskie Towarzystwo Dobroczynności, wsparcie wychodzących ze szpitali, kościół św. Karola Boromeusza). W okresie przed Wielkanocą prowadziła kwestę przed kościołem pw. Wszystkich Świętych na Grzybowie na cele zakładów dobroczynnych i kościołów.
Pisała o prawach kobiet w Polsce. W 1895 w czasopiśmie prawniczym „Athenaeum” opublikowała artykuł pt. Dwadzieścia pięć lat parlamentarnej walki o prawa kobiet.
Została pochowana na Cmentarzu Powązkowskim (kwatera 69, rząd 5, miejsce 19,20). Na epitafium widnienie napis: PIERWSZA POLKA DOKTOR FIL. /ZURICH 1875/.